# Montipora orientalis
Montipora orientalis is een rifkoralensoort uit de familie van de Acroporidae. De wetenschappelijke naam van de soort is voor het eerst geldig gepubliceerd in 1967 door Nemenzo.